# Marinko Galič
Marinko Galič (* 22. April 1970 in Koper) ist ein ehemaliger slowenischer Fußballspieler.

## Sportlicher Werdegang
Galič begann seine Karriere beim FC Koper, der – zu Zeiten der Sozialistischen Föderativen Republik Jugoslawiens Ende der 1980er in der obersten regionalen Liga antretend – nach der Unabhängigkeit Sloweniens 1991 zu den Gründungsmitgliedern der Slovenska Nogometna Liga gehörte. Im November 1993 debütierte er für die slowenische Nationalmannschaft, als diese eine 0:2-Niederlage gegen die Slowakei kassierte. Während der Spielzeit 1993/94 wechselte er zum NK Maribor. Mit dem Klub gewann er den slowenischen Landespokal 1993/94, gehörte aber bei den Finalduellen gegen den NK Mura nicht zu den eingesetzten Spielern. 
Im Sommer 1996 ging Galič ins Ausland und schloss sich dem kroatischen Klub Dinamo Zagreb an. In anderthalb Jahren konnte er zwar Titelgewinne wie das Double mit dem Meisterschaftsgewinn in der Spielzeit 1996/97 und dem Finalsieg über den Lokalkonkurrenten NK Zagreb im Landespokal 1996/97, kam dabei aber nur zu vier Meisterschaftsspielen und abermals zu keinem Endspieleinsatz. Während der Klub beide Titel erfolgreich verteidigte, war er Anfang 1998 zurück nach Slowenien gewechselt und hatte sich dem NK Mura angeschlossen. Nach der Vizemeisterschaft in der Spielzeit 1997/98 bestritt er die Hinserie der Folgesaison noch für den Klub, ehe er Anfang 1999 zu NK Maribor zurückkehrte. Mit dem Klub gewann er im Sommer das Double sowie in den folgenden beiden Jahren jeweils die Meisterschaft.
Nachdem sich Slowenien für die EURO 2000 erstmals als eigenständiger Verband für ein Endrundenturnier qualifiziert hatte, gehörte Galič unter Nationaltrainer Srečko Katanec zum Turnierkader. In allen drei Gruppenspielen gegen Spanien, Jugoslawien und Norwegen kam er zum Einsatz, nach zwei Unentschieden und einer Niederlage reichte es nur zum letzten Platz. Im Sommer 2001 wechselte er innerhalb Sloweniens zum NK Rudar Velenje, nach einer Halbserie kehrte er zum FC Koper zurück. Beim WM-Turnier 2002 wurde er erneut berufen, kam aber dieses Mal nur bei der 1:3-Auftaktniederlage gegen Spanien zum Einsatz. Dies war auch das letzte seiner 66 Länderspiele. Nach weiteren Niederlagen gegen Paraguay und Südafrika beendete die Auswahl das Turnier erneut auf dem letzten Gruppenplatz.
Galič wechselte 2003 zum Karriereausklang ins Ausland und spielte fortan für Shandong Taishan in China. Im Folgejahr ging er zum zyprischen Klub Apollon Limassol, ehe er ab 2005 wieder in Slowenien für den Drittligisten NK Malečnik auflief. 2006 schloss er sich Interblock Ljubljana an, ehe er nach einer Spielzeit wieder zum NK Malečnik zurückkehrte. Dort beendete er später seine aktive Laufbahn.